# تیرماهی اسطوخودوسی
تیرماهی اسطوخودوسی (نام علمی: Nemateleotris lavandula) که با نام تیرماهی سرخ‌شده (blushed) اسطوخودوسی نیز شناخته می‌شود، گونه ای از تیرماهی‌های است که در سال ۲۰۲۳ بر اساس هولوتیپ از ریف Augulupelu، پالائو، و دوازده پاراتیپ از سراسر اقیانوس آرام غربی و مرکزی، از جمله فیجی، گوام، ژاپن، و جزایر مارشال توصیف شد. در گذشته با تیرماهی هلفریچ (Nemateleotris helfrichi) اشتباه گرفته می‌شد.